# Секс (книга)
«Секс» (англ. Sex) — первая книга американской певицы Мадонны. Издание на английском языке было опубликовано 21 октября 1992 года и предваряло выход пятого студийного альбома Erotica. Была издана как промо альбома. Вышла ограниченным тиражом 1,5 млн экземпляров и больше не издавалась.

## О книге
«Sex» представляет собой достаточно объёмную книгу из 128 страниц (так называемую «coffee-table book»), повествующую о сексуальных фантазиях Диты — альтер эго Мадонны, ведущей разговор с психоаналитиком. Основной акцент в книге сделан на эротических фотографиях, выполненных известным фотографом Стивеном Майзелем. На фото, на которых присутствует среди прочего симуляция половых актов, лесбийской и гомосексуальной любви, запечатлены сама Мадонна, а также актриса Изабелла Росселлини, модель Наоми Кэмпбелл, певец Ванилла Айс, актёр Удо Кир, порноактёр Джоуи Стефано.
Книга в металлической обложке выглядела как арт-объект и предполагалась как манифест: затрагивала тему мастурбации, проводила явную параллель между садомазохизмом и религиозным самобичеванием, а также иронично относилась к табу.
Тексту в книге отведена второстепенная роль, однако он имеет самостоятельную смысловую нагрузку и не сводится лишь к подписям под фото. Повествование не является последовательным и состоит из нескольких самостоятельных частей, включающих вступление, куплет из песни «Erotica», завершающийся фразой «I’ll teach you how to fuck» («Я научу тебя трахаться») (в самой песне последнее слово строки отсутствует) и отдельные размышления о сексе.
Оформлению книги также уделено большое внимание: пластиковый пакет, в который упакована книга, напоминает упаковку презерватива. Обложка книги представляет собой металлическую панель с выгравированным названием и индивидуальным номером на обороте. Различные страницы книги напечатаны на бумаге разного типа, текстуры, а также размера, фотографии выполнены как в цветном, так и в чёрно-белом вариантах. По отношению к тексту также применены различные приёмы оформления: текст набран различными шрифтами, имеются страницы с рукописным текстом.
Приложением к книге служил сингл «Erotic» на компакт-диске с записью песни «Erotica». На всех других записях песня именуется своим оригинальным названием — «Erotica».

## Издание книги
Книга, несмотря на всю провокационность и неоднозначность, стала одной из самых популярных книг 1992 года и самой продаваемой в карьере Мадонны: всего было продано более 1 500 000 экземпляров при цене в 49,95 долларов США, из них 500 000 экземпляров лишь за первую неделю. «Секс» заняла первое место в списках бестселлеров авторитетных газет «Washington Post» и «New York Times».
Помимо США, книга была издана ещё в нескольких странах, однако после продажи тиража, переиздания не произошло. В России книга не издавалась.
На настоящий момент книга является объектом коллекционирования, и её стоимость на Интернет-аукционах доходит до 400 долларов США за экземпляр.

## Реакция и критика
«Sex» и бурная реакция на него в обществе стали темой многих научных исследований, считаясь самой мощной на тот момент прививкой стремящемуся к вуайеризму обществу от склонной к эксгибиционизму знаменитости.
Люси О’Брайен в своей книге о Мадонне писала: 

Книгой «Секс» Мадонна представила оборотную сторону голливудской мечты. Сколько желающих стать кинозвёздами приезжали в Лос-Анджелес за славой и кончали съёмками в периферийных порнофильмах. Напрашивается вывод, что голливудский мир со своим акцентом на женской сексуальной привлекательности спекулирует на проституции. Многие разочарованные актёры жаловались, что его мишурный блеск «сносит голову». Одному из юношей, у которых я брала интервью для этой книги, было двенадцать лет, когда «Секс» вышел в свет. До этого он ничего не знал о Мадонне. «У нас в школе думали, что она старая порнозвезда. Мы понятия не имели о том, что она певица. Конечно, было ощущение, что она какая-то ненастоящая». Сверстница Мадонны, певица и композитор Тори Амос, в своём творчестве также занималась исследованием темы секса. Она признаётся, что многие творческие люди испытывают острую необходимость выразить «угнетённое „я“». Для Мадонны такой формой выражения стала книга «Секс». «Кто я такая, чтобы судить её? Если вы не причиняете никому боли, почему бы не позволить себе высказаться таким способом. Вы свободны в своём выборе. Большинство женщин занимаются этим тайком, она же предпочитает открытость»— Люси О᾽Брайен. «Подлинная биография королевы поп-музыки», Глава «Падший ангел»
.
Основной реакцией, которую вызывала книга «Секс», было чувство неловкости, ощущение, что за внешней развязностью этой женщины скрывается больная душа. Что особенно расстроило Мадонну, так это то, что её любимый продюсер Патрик Леонард заявил: «Если она в скором времени не выйдет замуж, станет душевнобольной». Он не имел в виду ничего серьёзного, но тем не менее верно предсказал, что у неё произойдёт душевный надлом. Вскоре после издания «Секса» вышел релиз нового студийного альбома Мадонны «Erotica». На внутренней фотографии его обложки Мадонна держит в руках рукоять чёрного кнута, на запястьях кожаные браслеты с металлическими шипами, глаза закрыты, из открытого рта сладострастно высунут язык. Если поместить этот снимок рядом с конвертом «True Blue», разница покажется ошеломляющей.

### Скандалы
«Мадонна улыбается так же делано, как Нэнси Рейган, её лицо выражает не то присутствие, не то отсутствие, и похожа она на королеву, наблюдающую за танцем папуасов».
«Sex» распродался тиражом 1,5 млн экземпляров только в Америке и вызвал обилие негативной реакции в СМИ и напуганном СПИДом обществе. В прессе устраивали многостраничные похороны карьеры Мадонны, посчитав, что она зашла слишком далеко. Автор отвечала на критику: 
Задача моего творчества — научить людей не стыдиться себя, своего тела, своей внешности, своих желаний и сексуальных фантазий. Именно страх является причиной и фанатизма, и сексизма, и расизма, и гомофобии. Все боятся своих чувств, боятся неизвестности… Я же призываю не бояться.
Безусловно, выпуск книги, учитывая характер описываемого вопроса и представленное его описание, а также репутацию её автора, сопровождался многочисленными скандалами. Так, в Японии и Индии продажа книги была вовсе запрещена, выход книги во Франции сопровождался двумя судебными исками к Мадонне со стороны прокатолической организации «Будущее культуры». Также многочисленными протестами сопровождался выход книги в других странах.
После выхода «Sex» с певицей разорвал 8-месячные отношения рэпер Vanilla Ice, тогда якобы не ожидавший публикации в книге своих фотографий и испугавшийся реакции общественности.

Также присутствующая в книге Изабелла Росселлини, напротив, не жалела о сотрудничестве. В 2014 она сказала о причинах неправильного, с её точки зрения, понимания проекта общественностью: 
«Если вы видите бизнесмена, или меня — женщину преклонных лет — голыми, в этом есть уязвимость (англ. vulnerability). В книге этого не хватило, по-моему… Мадонна была слишком прекрасна, слишком совершенна… в слишком хорошей форме, чтобы вызвать уязвимость или шок, которые может вызвать обычное тело, не столь профессионально натренированное».
Оскорбленными оказались даже меньшинства: лесбиянки посчитали, что певица насмехается над их движением, изображая одну из них, и назвали её «сексуальной туристкой». Французская журналистка Франсуаза Турнье сформулировала отношение либеральной Франции: «Добравшись до сути „Секса“, словно отыскав ядовитый гриб, понимаешь, что той, кого называют „новая малышка Пиаф“, руководит скорее жажда денег, чем жажда секса».

Физик-теоретик Стивен Хокинг также упомянул именно эту книгу, ставшую в своё время объектом критики и в академической среде, в своей знаменитой цитате: 
«Всю свою жизнь я удивлялся тем главным вопросам, с которыми нам приходится сталкиваться, и пытался найти для них научный ответ. Возможно, поэтому я продал больше книг о физике, чем Мадонна о сексе».

## Цитаты
Многие цитаты из книги стали достаточно известными широкой публике в силу своей провокационности и прямолинейности:
- Эта книга о сексе. Секс — это не любовь. Любовь — это не секс.
- Не познав боли, не познаешь удовольствия.
- Бывало, в детстве я сидела, откинувшись назад, на унитазе и ждала, когда у меня перестанет зудеть между ног.
- У моей киски девять жизней.
- Моя киска — это храм знаний.

## Выставка к 30-летию книги
Для 6-дневной выставки креативного директора Saint Laurent Энтони Ваккарелло в Art Basel Майами-Бич (с 29 ноября по 4 декабря 2022 года), приуроченной к 30-летию книги Мадонны, было напечатано ещё 800 экземпляров.